# Icaria Planum
Icaria Planum és una formació geològica de tipus planum a la superfície de Mart, localitzada amb el sistema de coordenades planetocèntriques a -37.46 latitud N i 260.16 ° longitud E, que fa 566.59 km de diàmetre. El nom va ser aprovat per la UAI l'any 1979 i fa referència a una característica d'albedo.